# Coll de Noucreus
El Coll de Noucreus, o de les Nou Creus, o de Nou Creus, és un coll a 2.796,6 metres d'altitud, als Pirineus, a la Vall de Núria, en el límit dels termes municipal de Queralbs i comunal de Fontpedrosa, a la comarca del Conflent, de la Catalunya del Nord.
És a prop de l'extrem meridional del terme de Fontpedrosa i a la zona nord del de Queralbs. Es troba a llevant del Pic de la Fossa del Gegant i a ponent del Coll de Carançà, o Coll de la Vaca.